# Paolo Pintacuda
Paolo Pintacuda (Bagheria, 5 gennaio 1974) è uno sceneggiatore e scrittore italiano.

## Biografia
Nato a Bagheria, in provincia di Palermo, svolge la professione di scrittore e sceneggiatore cinematografico. È figlio del noto fotografo ed operatore cinematografico Mimmo Pintacuda, guida professionale ed amico del regista bagherese Giuseppe Tornatore, che si ispirò a lui per il personaggio di Alfredo del film Nuovo Cinema Paradiso.
Fra il 2003 e il 2005, alle prime tre edizioni del Busto Arsizio Film Festival, Pintacuda riceve una menzione speciale e due premi per la miglior sceneggiatura e nel 2010 si aggiudica il Premio Solinas per Scuru.
Nel 2015 è fra gli sceneggiatori de Il bambino di Vetro, selezionato nello stesso anno come unico film italiano in concorso ad Alice nella città, sezione parallela della Festa del Cinema di Roma. 
È co-autore del soggetto e della sceneggiatura delle commedie Tuttapposto, distribuito nelle sale italiane da Medusa Film il 3 ottobre 2019, e So tutto di te, disponibile sulla piattaforma Amazon Prime dal 25 luglio 2023.

## Filmografia

### Sceneggiature per il cinema
- Il bambino di Vetro,[5][6] regia di Federico Cruciani, 2015
- Tuttapposto, regia di Gianni Costantino, 2019
- So tutto di te, regia di Roberto Lipari e David Serge, 2023

### Documentari
- Mimmo Pintacuda - La mia fotografia,[7][8][9] regia di Paolo Pintacuda, 2009

### Cortometraggi
- L'ombra delle muciare,[10] regia di Marcello Mazzarella, 2018

## Riconoscimenti
- Busto Arsizio Film Festival
  - 2003 – Menzione speciale della Giuria per la sceneggiatura L’uomo tra la folla[11]
  - 2004 – Migliore sceneggiatura per L’incredibile storia di un impiegato postale e della strada ferrata[12]
  - 2005 – Migliore sceneggiatura per Prima dell’alba[13]
- Premio Franco Solinas
  - 2010 – Migliore sceneggiatura per Scuru[14]
- Premio DeA Planeta
  - 2020 – Finalista al Premio letterario per il romanzo Jacu[15]

## Pubblicazioni

### Narrativa
- L'uomo tra la folla,[16] Bagheria, Edizione Comune di Bagheria, 2000. (Fuori commercio)
- Il Paese delle ombre, Palermo, Ila Palma, 2000. ISBN 88770-441-01
- L'eroe di Paternò, Palermo, Il Palindromo, 2015. ISBN 9788898447145
- Jacu, Roma, Fazi Editore, 2022. ISBN 9791259670397

### Saggistica
- L'istante come preda, in Mimmo Pintacuda 50 anni di fotografie, a cura di Dora Favatella Lo Cascio, Bagheria, Eugenio Maria Falcone Editore, 2004. ISBN 8888335153
- L'affaire Pittore di carretti, in Per armi lucenti. Guttuso e i pittori di carretto, a cura di Fabio Carapezza Guttuso e Dora Favatella Lo Cascio, Bagheria, Plumelia Edizioni, 2015. ISBN 9788889876923
- Mimmo Pintacuda, il testimone discreto - La storia del vero Alfredo di Nuovo Cinema Paradiso, di Paolo Pintacuda, Leonforte, Siké Edizioni, 2023. ISBN 9788833340715